# Assessment Tax

L’assessment tax est un impôt créé au milieu du XVIIe siècle en Angleterre. C’est la première taxe à mettre à contribution les classes supérieures, la première à taxer les revenus du capital et la première à avoir été votée sans consentement du roi d’Angleterre. Elle a pour conséquence la Première Révolution anglaise et connait une renaissance lors de la révolution financière britannique, lorsqu'elle est transformée en Land Tax.
En novembre 1642, le parlementaire puritain John Pym, farouchement opposé à l'Église catholique romaine, a introduit la première d’une série de mesures d’innovations financières, incluant la création d’une « assessment tax » sur les propriétés immobilières, à collecter à Londres. L'Assessment Tax est votée en 1643 par des députés de la City, qui est alors dominée par des artisans protestants très militants. Ensuite, le parlement décide de l’étendre à toute l’Angleterre, car elle rapporte beaucoup. C'est l'époque où de nombreuses propriétés sont saccagées par les puritains, selon les écrits de Nehemiah Warton, sergent dans l’armée parlementaire dont a retrouvé la correspondance, en particulier une lettre du 16 août 1642.
La Royal Navy connaît à cette époque là une forte croissance liée aux guerres contre les royalistes qui s'étaient réfugiés dans les colonies. Le conflit mène au blocus de la Barbade puis à la prise de la Jamaïque aux Espagnols en 1655. Cette politique d’investissement dans Royal Navy et de mise au pas des colonies, appelée Western Design représenta un coût très élevé : 80 millions de livres sur les deux décennies, 1640 et 1650 soit près de 4 millions de livres par an.  
Pour la financer, le parlement britannique, dominé par alors par les protestants les plus virulents, leva deux nouvelles taxes, qui devinrent très importantes dans l'histoire fiscale britannique, l'Excise Tax et l'Assessment tax. La seconde est parfois jugée confiscatoire. Son taux est globalement élevé. Entre 1643 et 1646, cette taxe représente 25 % de la valeur des "rentes, annuités et offices". Ensuite, son montant est divisé par deux pour revenir à un huitième. 
En 1643, John Pym fait voter une ordonnance parlementaire pour la confiscation des propriétés immobilières des «Royalist malignants", puis en juillet 1643 l'Excise Tax. Au début de 1644, la confiscation est levée en échange de dons financiers. Des comités révolutionnaires sont mis en place dans chaque comté pour organiser la séquestration et veiller à la collecte des deux nouvelles taxes.